# 議政府警察署
議政府警察署（ウィジョンブけいさつしょ）は、京畿北部地方警察庁所管の警察署である。

## 管轄区域
- 議政府市

## 沿革
- 1945年10月21日 -国立警察開設とともに、京畿道警察部傘下の警察署として楊州警察署の名称で開所。
- 1963年1月1日 - 楊州郡議政府邑の市制施行に伴い、管轄区域が議政府市と楊州郡になる。
- 1963年2月1日 - 議政府警察署に改称。
- 1980年4月1日 - 楊州郡の九里邑、渼金邑、榛接面、真乾面、水洞面、和道面、瓦阜面が分離して南楊州郡に分離、南楊州警察署が開設されたことに伴い、当該地域を管轄から外す。
- 1981年7月1日 - 楊州郡東豆川邑の市制施行に伴い、管轄区域が議政府市、東豆川市、楊州郡になる。
- 2003年10月19日 - 楊州郡の市制施行に伴い管轄区域が議政府市、東豆川市、楊州市になる。
- 2003年12月19日 - 楊州警察署開署に伴い、楊州市、東豆川市内の派出所を移管。管轄区域が議政府市になる。

## 管轄派出所
- 虎院派出所
- 松山派出所
- 金梧派出所
- 新谷派出所
- 佳陵派出所